# 1736
| [ Edytuj tabelę ]              | |
| Król Polski                    | - 1733 Stanisław Leszczyński 1736 - 1733 August III Sas 1763                                                                                                  |
| Współksiążęta Andory           | - 1714 Simeó de Guinda y Apéztegui 1737 - 1715 Ludwik XV 1774                                                                                                 |
| Elektor Bawarii                | - 1726 Karol Albert 1745 |
| Sułtan Brunei                  | - 1730 Muhammad Alauddin 1745 |
| Cesarz Chin                    | - 1735 Qianlong 1796 |
| Król Czech                     | - 1711 Karol VI Habsburg 1740 |
| Król Danii                     | - 1730 Chrystian VI 1746 |
| Dalajlama                      | - 1708 Kelzang Gjaco 1757 |
| Cesarz Etiopii                 | - 1730 Ijasu II 1755 |
| Król Francji                   | - 1715 Ludwik XV 1774 |
| Król Hiszpanii                 | - 1724 Filip V 1746 |
| Landgraf Hesji-Kassel          | - 1730 Fryderyk I Heski 1751 |
| Stadhouder Holandii            | - 1702 drugi okres bez stadhoudera 1747 |
| Szach Iranu                    | - 1732 Abbas III 1736 - 1736 Nadir Szah Afszar 1747 |
| Państwo Wielkich Mogołów       | - 1720 Mohammed Szah 1748 |
| Król Irlandii                  | - 1727 Jerzy II Hanowerski 1760 |
| Cesarz Japonii                 | - 1735 Sakuramachi 1747 |
| Kalif                          | - 1703 Ahmed III 1736 - 1736 Mahmud I 1754 |
| Patriarcha Konstantynopola     | - 1734 Neofit VI 1740 |
| Władca Korei                   | - 1724 Yŏngjo 1776 |
| Książę Kurlandii i Semigalii   | - 1731 Ferdynand Kettler 1737 |
| Książę Liechtensteinu          | - 1732 Józef Wacław 1745 |
| Sułtan Maroka                  | - 1734 Ali ibn Ismail 1736 - 1736 Abdullah ibn Ismail 1736 - 1736 Muhammad II 1738                                                                            |
| Książę Monako                  | - 1733 Honoriusz III 1793 |
| Król Nawarry                   | - 1710 Ludwik XV 1774 |
| Król Norwegii                  | - 1730 Chrystian VI 1746 |
| Sułtan Omanu                   | - 1728 Sajf II ibn Sultan 1743 |
| Elektor Palatynatu             | - 1716 Karol III Filip 1742 |
| Papież                         | - 1730 Klemens XII 1740 |
| Książę Parmy i Piacenzy        | - 1735 Karol 1740 |
| Król Portugalii                | - 1706 Jan V 1750 |
| Król w Prusach                 | - 1713 Fryderyk Wilhelm I 1740 |
| Car Rosji                      | - 1730 Anna 1740 |
| Cesarz Rzymski (niemiecki)     | - 1711 Karol VI Habsburg 1740 |
| Kapitanowie Regenci San Marino | - 1735 Federico Tosini Pier Antonio Ugolini 1736 - 1736 Gian Giacomo Angeli Girolamo Martelli 1736 - 1736 Francesco Maria Belluzzi Giovanni Maria Giangi 1737 |
| Elektor Saksonii               | - 1733 Fryderyk August II (król Polski) 1763 |
| Król Sardynii                  | - 1730 Karol Emanuel III 1773 |
| Król Szwecji                   | - 1720 Fryderyk I Heski 1751 |
| Król Tajlandii                 | - 1733 Boromma Kot 1758 |
| Sułtan Turków                  | - 1730 Mahmud I 1754 |
| Doża Wenecji                   | - 1735 Alvise Pisani 1741 |
| Król Węgier                    | - 1711 Karol III 1740 |
| Monarcha Wielkiej Brytanii     | - 1727 Jerzy II 1760 |
| Premier Wielkiej Brytanii      | - 1721 Robert Walpole 1742 |

Rok 1736 / MDCCXXXVI
stulecia: XVII wiek ~
XVIII wiek ~
XIX wiek

lata: 1726 «
1731 «
1732 «
1733 «
1734 «
1735 «
1736
» 1737
» 1738
» 1739
» 1740
» 1741
» 1746

## Wydarzenia w Polsce
- 26 stycznia – abdykacja króla Stanisława Leszczyńskiego.
- 25 czerwca – zebrał się Sejm pacyfikacyjny, kończący wojnę domową, która miała miejsce po śmierci króla Augusta II Mocnego w 1733 r.
- 9 lipca – zamknięcie obrad sejmu pacyfikacyjnego, na którym w pełni uznano Augusta III jako króla polskiego. Ponadto sejm ogłosił amnestię dla zwolenników Stanisława Leszczyńskiego[1].
- 17 lipca – Jedwabne otrzymało prawa miejskie.

## Wydarzenia na świecie
- 8 marca – Nadir Szah Afszar został koronowany na szacha Iranu.
- 13 marca – powstanie Korsykanów przeciwko rządom Genui: Theodor von Neuhoff na czele oddziału powstańców przypłynął na Korsykę.
- 15 kwietnia – niemiecki awanturnik Theodor Stephan Freiherr von Neuhoff został efemerycznym królem Korsyki jako Teodor I.
- 26 maja – zwycięstwo Czikasawów nad Francuzami w bitwie pod Ackia.
- 17 października – w Stambule został podpisany turecko-perski traktat pokojowy.
- 11 listopada – w wyniku klęski powstania Korsykanów przeciw rządom Genui król Teodor I Neuhoff opuścił Korsykę.

- Leonhard Euler rozpracował w pracy Solutio problematis ad geometriam situs pertinetis problem mostów królewieckich, wykazując, że nie tworzą one grafu eulerowskiego.

## Urodzili się
- 30 stycznia – James Watt, brytyjski inżynier i wynalazca, konstruktor maszyny parowej (zm. 1819)
- 25 stycznia – Joseph Louis Lagrange, francuski matematyk i astronom pochodzenia włoskiego (zm. 1813)
- 3 lutego – Johann Georg Albrechtsberger, austriacki kompozytor (zm. 1809)
- 6 lutego – Franz Xaver Messerschmidt, niemiecko-austriacki rzeźbiarz (zm. 1783)
- 18 marca - Józef Czachorowski, polski szlachcic, dowódca wojskowy (zm. 1772)
- 23 kwietnia – Małgorzata Rutan, francuska błogosławiona Kościoła rzymskokatolickiego (zm. 1794)
- 14 czerwca – Charles Augustin de Coulomb, francuski fizyk, autor prawa Coulomba (zm. 1806)
- 24 sierpnia – Stanisław Małachowski, polski polityk, marszałek Sejmu Czteroletniego (zm. 1809)
- 15 września – Jean Sylvain Bailly, francuski astronom (zm. 1793)
- 12 października – Michał Poniatowski, polski duchowny katolicki, arcybiskup gnieźnieński i prymas Polski (zm. 1794)
- 27 października – James Macpherson, szkocki poeta (zm. 1796)
- 19 grudnia - Stefan Lewiński, polski duchowny greckokatolicki, biskup łucko-ostrogski (zm. 1806)

## Zmarli
- 16 marca – Giovanni Battista Pergolesi, włoski kompozytor, skrzypek i organista (ur. 1710)
- 24 kwietnia – Eugeniusz Sabaudzki, książę Sabaudii, dowódca armii austriackiej (ur. 1663)
- 1 lipca – Ahmed III, sułtan imperium osmańskiego (ur. 1673)
- 17 sierpnia – Joanna Delanoue, francuska zakonnica, założycielka Zgromadzenia św. Anny od Opatrzności Bożej, święta katolicka (ur. 1666)
- 16 września – Daniel Gabriel Fahrenheit, wynalazca termometru rtęciowego (ur. 1686)

## Święta ruchome
- Tłusty czwartek: 9 lutego
- Ostatki: 14 lutego
- Popielec: 15 lutego
- Niedziela Palmowa: 25 marca
- Wielki Czwartek: 29 marca
- Wielki Piątek: 30 marca
- Wielka Sobota: 31 marca
- Wielkanoc: 1 kwietnia
- Poniedziałek Wielkanocny: 2 kwietnia
- Wniebowstąpienie Pańskie: 10 maja
- Zesłanie Ducha Świętego: 20 maja
- Boże Ciało: 31 maja